# Zámek v poušti
Zámek v poušti je opera o dvou dějstvích a třech obrazech českého skladatele Jana Bedřicha. Libreto k němu skladatel upravil ze stejnojmenné rozhlasové hry Jiřího Pětivokého z roku 1944. Premiéru uvedlo opavské Slezské divadlo Zdeňka Nejedlého dne 2. října 1988.

## Vznik a charakteristika opery
Dne 3. prosince 1944, na sklonku protektorátního režimu, byla poprvé vysílána rozhlasová hra Zámek v poušti lékaře Jiřího Pětivokého, v režii Josefa Bezdíčka a s hudbou Miroslava Ponce. Příběh o trosečnících na poušti mísí ryze reálný a fantaskní, metafyzický svět a klade si otázky o hodnotě života; vyjadřuje ponurost dobové atmosféry, ale v jinotajích i naději. Hra měla velký ohlas, vrátila se i po osvobození a 12. října 1947 ji vysílal i švédský rozhlas. Roku 1968 Československý rozhlas – v rámci cyklu svých nejvýznamnějších her k 50. výročí vzniku Československa – nastudoval Pětivokého hru znovu, a to ve svém plzeňském studiu. Tato verze zaujala skladatele a dirigenta Jana Bedřicha, tehdy působícího jako šéfdirigent operety olomouckého divadla, a ten ji vzápětí ve své vlastní úpravě zhudebnil. Jeho opera však zůstala v šuplíku až do roku 1988 (tehdy Bedřich působil ve zpěvohře Divadla Jonáše Záborského v Prešově), kdy ji v mírně zkrácené podobě konečně nastudovalo Slezské divadlo Zdeňka Nejedlého v Opavě.
Bedřichova adaptace Pětivokého předlohy přinesla některé změny: mezi postavami – jejichž jména byla z větší části změněna – přibyla jako pátá pasažérka ztroskotavšího letadla milionářka paní Lundová a významnou úlohu komentátora děje, zejména ve druhé části opery, získal sbor umístěný do orchestřiště.
Dobová kritika si „novinky“ uvedené v menším divadle všimla jen málo. Recenzi pro Rudé právo napsala Helena Havlíková; i když se domnívala, že „námět připomíná spíše detektivku nebo psychologickou povídku než operu“, přiznala mu přitažlivost. Podle ní však „rozhlasový původ poznamenal tvar opery v tom smyslu, že se víc hovoří, tedy zpívá, než jedná,“ zejména v první části, která poskytuje jednotlivým hrdinům příležitost představit se v ariózních monolozích. Druhá část, odehrávající se v tajuplném zámku v poušti, již je dramatičtější. Oproti magické a sugestivní rozhlasové hře má podle Havlíkové Bedřichův Zámek v poušti poněkud „přímočaré mravní poselství“ se zřetelným dělítkem mezi kladnými a zápornými postavami. Převážnou část opery podle Havlíkové tvořila „vypjatá až burcující hudba“, která však bez uvolněnějších pasáží postrádala potřebný kontrast a stávala se stereotypní; navíc se její kritiky dočkala údajná Bedřichova „malá průkaznost melodické invence“.
V souhrnném hodnocení operní sezóny 1988/1989 v českých divadlech shrnula Havlíková svůj soud do konstatování, že „[o]pavský Zámek v poušti Jana Bedřicha je pokusem o operní sci-fi, který však zaujme více námětem než skladatelským zpracováním“. Po opavském nastudování již žádná další inscenace Zámku v poušti – který zůstal jedinou Bedřichovou operou – nenásledovala.

## Osoby a první obsazení
| osoba                                  | hlasový obor | premiéra (2. října 1988)         |
| -------------------------------------- | ------------ | -------------------------------- |
| Maura Hansonová, houslová virtuoska    | soprán       | Barbora Kmentová / Věra Smolková |
| Paní Lundová                           | mezzosoprán  | Magda Kučerová / Erika Šporerová |
| Richard Montyon, automobilový závodník | tenor        | Jiří Halama / Lubor Malík        |
| Xenopulos, obchodník                   | bas          | Dalibor Hrda / Václav Paclík     |
| Doktor Bernard, lékař                  | baryton      | Vladislav Gřonka / Evžen Trupar  |
| Pilot Irwing                           | baryton      | Karel Smolka                     |
| Manuel                                 | tenor        | Josef Krpec / Vladimír Němec     |
| Paní zámku                             | soprán       | Jarmila Vidlářová                |
| Hlasatel v rozhlase                    | mluvená role | Emanuel Křenek                   |
| Dirigent: Petr Škarohlíd               |              |                                  |
| Režie: Jiří Měřínský                   |              |                                  |
| Scéna: Josef Adolf Šálek               |              |                                  |
| Kostýmy: Jitka Škarohlídová            |              |                                  |

## Děj
Při přeletu pouště havaruje v nehostinné krajině malé letadlo s pěti prominentními pasažéry. Jeho pilot Irwing se snaží opravit vysílačku a navázat spojení s letištěm. Z pasažérů při nehodě nejvíce utrpěla Maura Hansonová, mladá houslová virtuoska; zlomila si ošklivě ruku, ale přestože její kariéra je ve velkém nebezpečí, neklesá na mysli. V horečce však má vidiny zámku uprostřed pouště. Doktor Bernard ji ošetřuje, zatímco ostatní trosečníci, totiž automobilový závodník a dobrodruh Richard Montyon, obchodník se zbraněmi Xenopulos a milionářka paní Lundová, se vydávají hledat vodu a posléze – když už všichni trpí žízní a smysly se jim matou – skutečně naleznou tajuplný zámek uprostřed pouště, jemuž vládne neméně tajuplná paní. Ač to trosečníci netuší, je jí samotná Smrt a oni všichni jsou postaveni před životní a mravní zkoušku. „Nepřežijí ti, kteří sledují sobecky jen vlastní požitky a zisk, záchrany se dočkají lidé, pro které je smyslem života přinášet pomoc a radost druhým.“

## Instrumentace
Tři flétny, tři klarinety, tři hoboje, tři fagoty; čtyři lesní rohy, tři trubky, tři pozouny, tuba; tympány, bicí souprava, celesta; harmonika; harfa, kytara, klavír; smyčcové nástroje (housle, violy, violoncella, kontrabasy).